# Daji

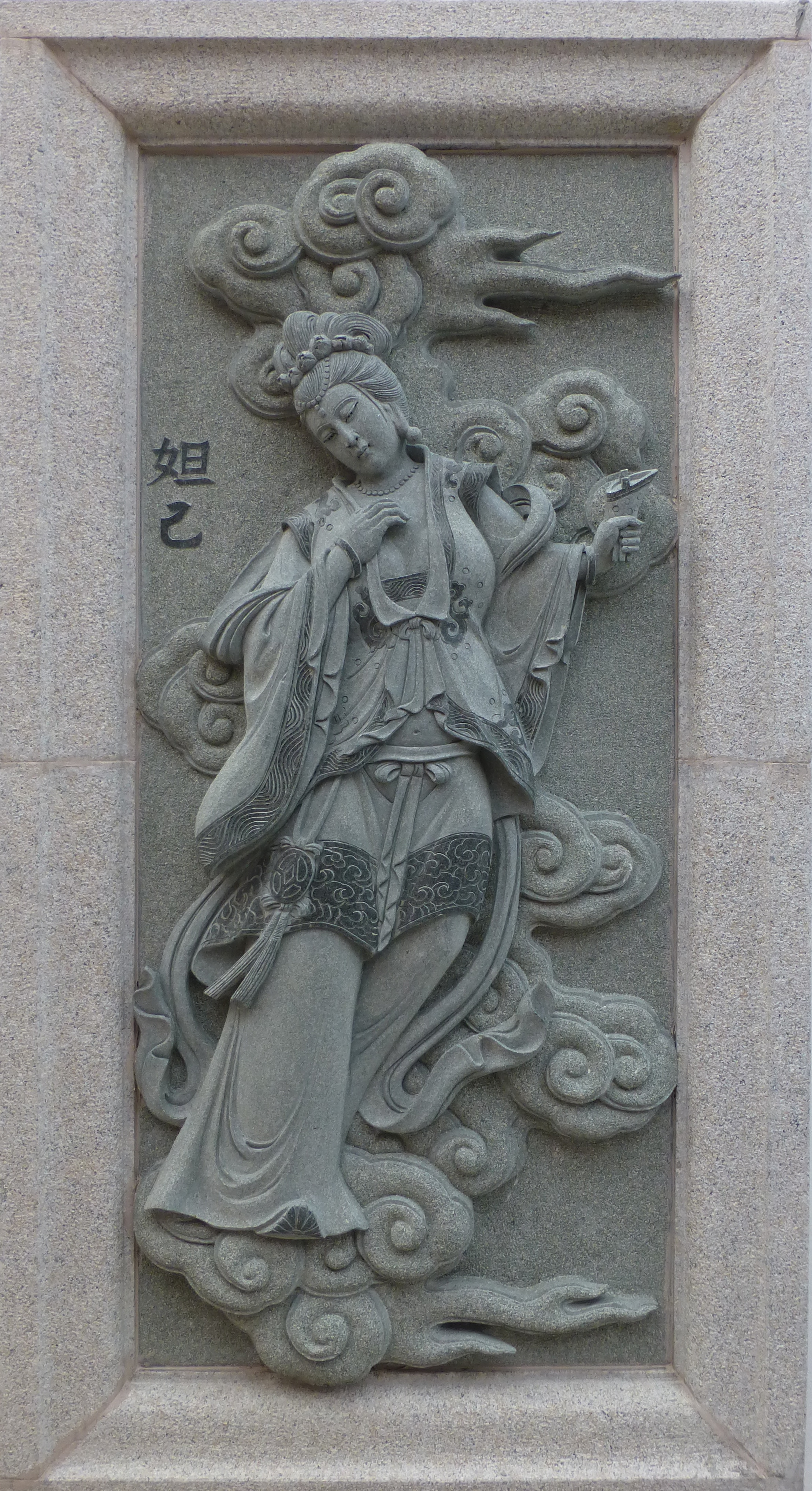
Daji als Paneldarstellung im Rahmen der Investitur der Götter am Ping Sien Si-Tempel in Pasir Panjang, Perak, Malaysia

Daji (chinesisch 妲己, Pinyin Dájǐ, Wade-Giles Ta2-chi3) war die Lieblingskonkubine Königs Zhou von Shang, dem letzten König der Shang-Dynastie in China. Sie wird in Legenden und Romanen als böse Fuchsfee dargestellt. Ihre Identifizierung als Fuchsfee scheint mindestens seit der Tang-Dynastie populär zu sein. Diese Zuordnung wurde durch Werke wie Wu Wang Fa Zhou Pinghua (chinesisch 武王伐紂平話), Fengshen Yanyi und die Chroniken des Östlichen Zhou-Königreichs populär. Sie gilt in der chinesischen Kultur als klassisches Beispiel dafür, wie eine Schönheit den Fall einer Dynastie herbeiführt.
In der Song-Dynastie wurden Fuchsgeistkulte verboten, einschließlich der Daji gewidmeten, obgleich ihre Unterdrückung wenig erfolgreich war. 1111 wurde ein kaiserliches Edikt herausgegeben, dass die Zerstörung vieler Geisterschreine in Kaifeng befahl, einschließlich der Daji gewidmeten.

## Biografie

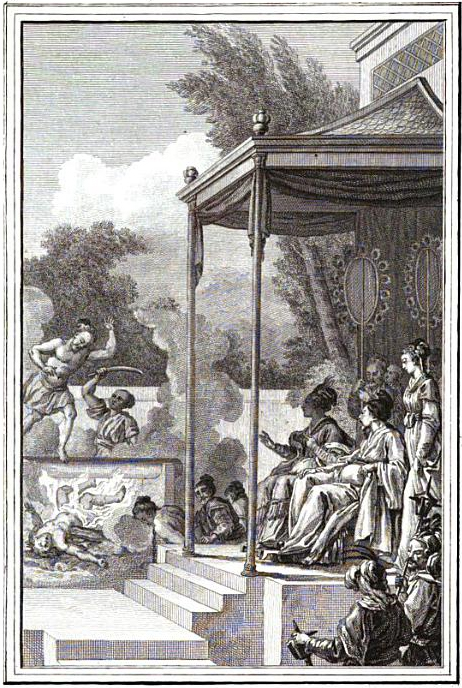
König Zhou von Shang und seine Konkubine Daji, dargestellt in Faits mémorables des empereurs de la Chine, tirés des annales chinoises (1788)

Daji stammte aus einer adligen Familie namens Su (chinesisch 蘇) aus dem Land Yousu (chinesisch 有蘇). Darum ist sie auch als Su Daji bekannt. 1047 v. u. Z. überfiel König Zhou von Shang Yousu und nahm Daji als seine Kriegsbeute. Im Roman Feng Shen Yan Yi war sie die Tochter Su Hus (chinesisch 蘇護); in den ersten Kapiteln wurde sie von einem eintausend Jahre alten Fuchsgeist getötet, von dem ihr Körper besessen war, bevor sie eine Konkubine König Zhous wurde.
König Zhou vernarrte sich total in Daji und begann Staatsgeschäfte zu vernachlässigen, um in ihrer Nähe zu sein. Er tat alles, um sich bei ihr einzuschmeicheln und ihr zu gefallen. Daji liebte Tiere, also baute er ihr ein zoologisches Xanadu mit mehreren seltenen Arten von Vögeln und Tieren. Er befahl zudem Künstlern anzügliche Musiken zu komponieren und Choreografen, schlüpfrige Tänze zu entwickeln, um ihren musikalischen Geschmack zu befriedigen. Er lud 3.000 Gäste zu einem Fest ein, um in seinem Weinteich und seinem Fleischwald zu schwelgen. Er erlaubte seinen Gästen im Wald nackt Fangen zu spielen, um Daji zu amüsieren. Als eine von König Zhous Konkubinen, die Tochter Lord Jiu, protestierte, ließ König Zhou sie hinrichten. Ihr Vater wurde in Stücke gestampft und sein Fleisch wurde König Zhous Vasallen zu essen gegeben.
Dajis größte Freude war es, Menschen unter Folter schreien zu hören. Einmal sah sie einen Bauern barfuß auf Eis laufen und befahl, seine Füße abzuschneiden, so dass sie sie untersuchen und herausfinden könnte, warum sie so unempfindlich gegen tiefe Temperaturen waren. Ein andermal ließ sie den Bauch einer Schwangeren aufschneiden, um ihre Neugier nach dem zu befriedigen, was wohl darin war. Um das alte Sprichwort „Das Herz eines guten Mannes hat sieben Öffnungen“ zu überprüfen, ließ sie das Herz des Ministers Bi Gan (比干) (ein Onkel König Zhous) herausreißen und untersuchte es.
Daji wurde vor allem bekannt für ihre Erfindung einer Foltermethode namens Paolao (chinesisch 炮烙). Ein mit Öl bedeckter Bronzezylinder wurde wie ein Ofen mit darunter liegender Holzkohle erhitzt, bis seine Seite extrem heiß wurden. Das Opfer wurde gezwungen, auf der Oberseite des sich langsam erhitzenden Zylinders zu laufen, so dass das Opfer seine Füße anheben musste, um die Hitze zu vermeiden. Die ölige Oberfläche machte es dem Opfer schwer, seine Position und die Balance zu halten. Wenn das Opfer in die Holzkohle fiel, wurde es lebendig verbrannt. Das Opfer wurde gezwungen zu tanzen und im Todeskampf zu schreien, während König Zhou und Daji zuschauten und vor Freude lachten.
Daji wurde auf Befehl König Wus von Zhou nach dem Fall der Shang-Dynastie zu Gunsten von Jiang Ziya hingerichtet.

## Literatur

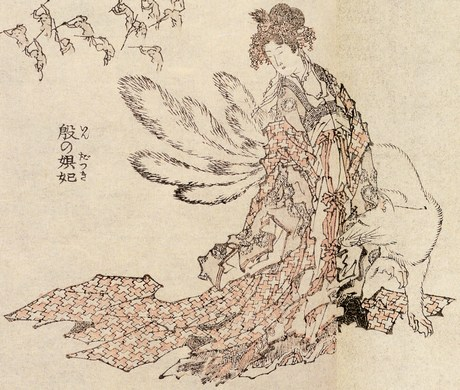
Darstellung Dajis im Hokusai Manga

## Populärkultur
- Die Hauptfigur Dakki in Ryū Fujisakis Mangaserie Hoshin Engi (basierend auf Fengshen Yanyi), basiert auf Daji. Sie ist eine „yokai sennin“, war also schon ursprünglich ein Fuchsgeist. Dakki erklärt sowohl im Anime als auch im Manga Taikoubou (Taigong Wang = Jiang Ziya) zu ihrem Rivalen.
- Daji erscheint in Koeis Videospiel Warriors Orochi als „Da Ji“, Orochis Strategin und Rechte Hand. Zu ihrem Aussehen gehören spitze, fusslige Ohren und Fuchsbeine als Hinweis darauf, dass sie ein Fuchsgeist ist. In Warriors Orochi 2 ist sie ein starker Rivale Taigong Wangs, der als einziger leicht ihre Strategien durchschaut. Sie ist auch die, die Orochi den Schlangenkönig ursprünglich aus dem Kerker befreite, weil sie mit ihm sympathisierte. Es wird angedeutet, dass sie einst eine der „Mystischen“ war, die Spielweltorganisation der chinesischen und japanischen halbmythischen Wesen.
- Daji erscheint als General, den die Spieler in dem Strategiespiel War of Legends steuern können.
- Daji ist eine der Antagonisten des Leichtwaffenschützenspiels SEGA Golden Gun im Endteil des Shilitanlevels. In diesem Spiel verwandelt sich Daji in einen Moe-Anthropomorphismus von Byakko. Sie greift nur mit ihrem Tigerschwanz an, den sie in Richtung der Spieler stößt. Eine ihrer Sprechtexte beginnt mit „Bitte akzeptiere meine Liebe…“, was sie zu den Spielern sagt, um die Herzen der Spieler zu entfesseln, um sie zu blenden. Sie kann auch rote-bewaffnete Leibwächter herbeirufen, die nur in der ersten Hälfte des Endgegnerkampfes zu sehen sind. Aber diese Leibwächter führen zu keinen Spielerpunkten. Im zweiten Teil des Endgegnerkampfes kann sie vier Kopien von sich erstellen, um die Spieler zu verwirren. Am Ende ist Daji besiegt und schreit König Zhous Namen heraus, bis sie im Abgrund versinkt.
- Daji erscheint im Mobilspiel Tower of Saviors als chinesische Göttin.
- Daji/Dakki kommt im Anime Hōzuki no Reitetsu (Episode 9) vor, wo sie die teuerste Kurtisane in der Hölle der Menschen ist.
- Der Hong Kong/Südkorea -Film „Da Ji“ englisch „The Last Woman of Shang“ (1964), Regie: Choi In-hyeon und Yueh Feng, zeigt einen ungewöhnlichen Blick auf den Titelcharakter (gespielt von Linda Lin Dai), im Kontrast zu allen oben aufgelisteten. Sie ist dort eine Heldin, die nicht töten und foltern will, aber von König Zhou dazu gebracht wird, um sein Königreich zu zerstören und die Nation dazu zu bringen, ihn abzusetzen, um die rechtmäßige Thronfolge wiederherzustellen.
- Daji erscheint in der Hongkong-Fernsehadaption des Romans Fengshen Bang, Gods of Honour von 2001. Sie wird erst als junge Frau gezeigt, der es verboten war zu studieren, und die später die Gegenspielerin wird. Sie schadete vielen Menschen wegen etwas, das diese ihr angetan hatten. Wem sie aber nie schadet, das ist ihre Schwester, die Dajis furchtbares Handeln verurteilt. Die Serie lief über 40 Episoden.
- Im Hongkong-Film League of Gods von 2016 wird Daji mit monströsen Schwänzen dargestellt, die ein Opfer in Stücke zerreißen kann und die Überreste auffrisst. Sie hat auch die Fähigkeit, Magie einzusetzen, dass das Alter des Opfers mit jedem Spruch umkehrt.